# Shabier Ishaak
Shabierahmed (Shabier) Ishaak (21 augustus 1945 – Paramaribo, 4 mei 2021) was een Surinaams radiopresentator, en actief op sociaal en cultureel gebied, waaronder als voorzitter van de Stichting Hindostaanse Immigratie.

## Biografie
Shabier Ishaak was een broer van zanger en radiopresentator Sharief Ishaak. Samen met zijn neven en radiomakers Rahied en Shaheed Pierkhan behoorde hij tot de pioniers van Acme Radio, die deel uitmaakt van Rapar Broadcasting Network. Eind jaren 1950 nam hij de wekelijkse uitzending met baithak gana-muziek over van zijn Noer Pierkhan.
Jarenlang presenteerde Ishaak het dagelijkse radioprogramma Hum Tum Aur Woh (Ik, Jij en Zij) via Acme Radio, waarin hij de krantenberichten doornam voor de luisteraars. Hij had hiermee een geheel eigen geluid naast het nieuws dat Rashied Pierkhan bracht via het televisieprogramma Kal Aaj Aur Kal (Gisteren, Vandaag en Morgen). Hij wordt geroemd om de hilarische en begrijpelijke wijze waarop hij het nieuws bracht. Dit deed hij in het Sarnami.
Hij kampte jarenlang met nierproblemen waarvoor hij werd gedialyseerd. Maar hij bleef ondanks de terugslagen in zijn gezondheid trouw aan de luisteraars. Voor muziekgroepen trad hij op als MC tijdens concerten en op andere podia. Dit nam af naarmate hij ouder werd.
Daarnaast was hij actief op cultureel en sociaal gebied. Hij was voorzitter van de Stichting Hindostaanse Immigratie en van daaruit een van de drijvende krachten achter de totstandkoming van het crematorium in Uitkijk in Saramacca. Samen met Benjamin Mitrasingh voltooide hij het project Baba en Mai met beelden in Paramaribo (1994), Calcutta (India, 2015), Nieuw-Nickerie (2017), Nieuw-Amsterdam (2019) en postuum Groningen (2023). In 1997 was hij een van de oprichters van de Surinaamse Worstelfederatie (SWF).

## Eerbetoon
Ishaak werd in 2010 onderscheiden als Officier in de Ereorde van de Palm.
Enkele maanden na zijn dood werd het crematorium in Uitkijk hernoemd naar Shabier Ishaak Uitvaartoord. Ook de weg waaraan deze ligt heet sindsdien de Shabier Ishaakweg. Hier werd postuum in mei 2023 het borstbeeld van Shabier Ishaak onthuld, gemaakt door kunstenaar Rahied Abdoel.